# Llista de mamífers de l'Azerbaidjan
Això és una llista de les espècies enregistrades de mamífers salvatges natius de l'Azerbaidjan. Es mostra l'estat de conservació de les espècie segons la Llista Vermella de la UICN. A data de 2020, una espècie es troba en perill d'extinció, cinc són vulnerables i 11 estan gairebé amenaçades.
Les següents etiquetes es fan servir per indicar l'estat de conservació de cada espècie segons l'avaluació de la Unió Internacional per a la Conservació de la Natura (UICN):
| EX | Extinta                   | No hi ha cap dubte raonable que el seu darrer individu ha mort. |
| EW | Extinta en estat salvatge | Només se'n coneix la supervivència en cultius, en captivitat o com a població o poblacions naturalitzades molt allunyades de la seva àrea de distribució anterior. |
| CR | En perill crític          | L'espècie corre un risc extremadament gran d'extingir-se en estat salvatge.                                                                                        |
| EN | En perill                 | L'espècie corre un risc molt gran d'extingir-se en estat salvatge.                                                                                                 |
| VU | Vulnerable                | L'espècie corre un gran risc d'esdevenir una espècie "en perill" en estat salvatge.                                                                                |
| NT | Gairebé amenaçada         | L'espècie està propera a ser qualificada com a vulnerable. |
| LC | Risc Mínim                | L'espècie no és actualment en risc d'extinció en estat salvatge.                                                                                                   |
| DD | Dades insuficients        | No hi ha informació adequada per avaluar el risc d'extinció per aquesta espècie.                                                                                   |
| NE | No avaluada               | L'estat de conservació de l'espècie no ha estat estudiat. |

## Ordre:Artiodàctils
- Família: Bovidae
  - Gènere: Capra

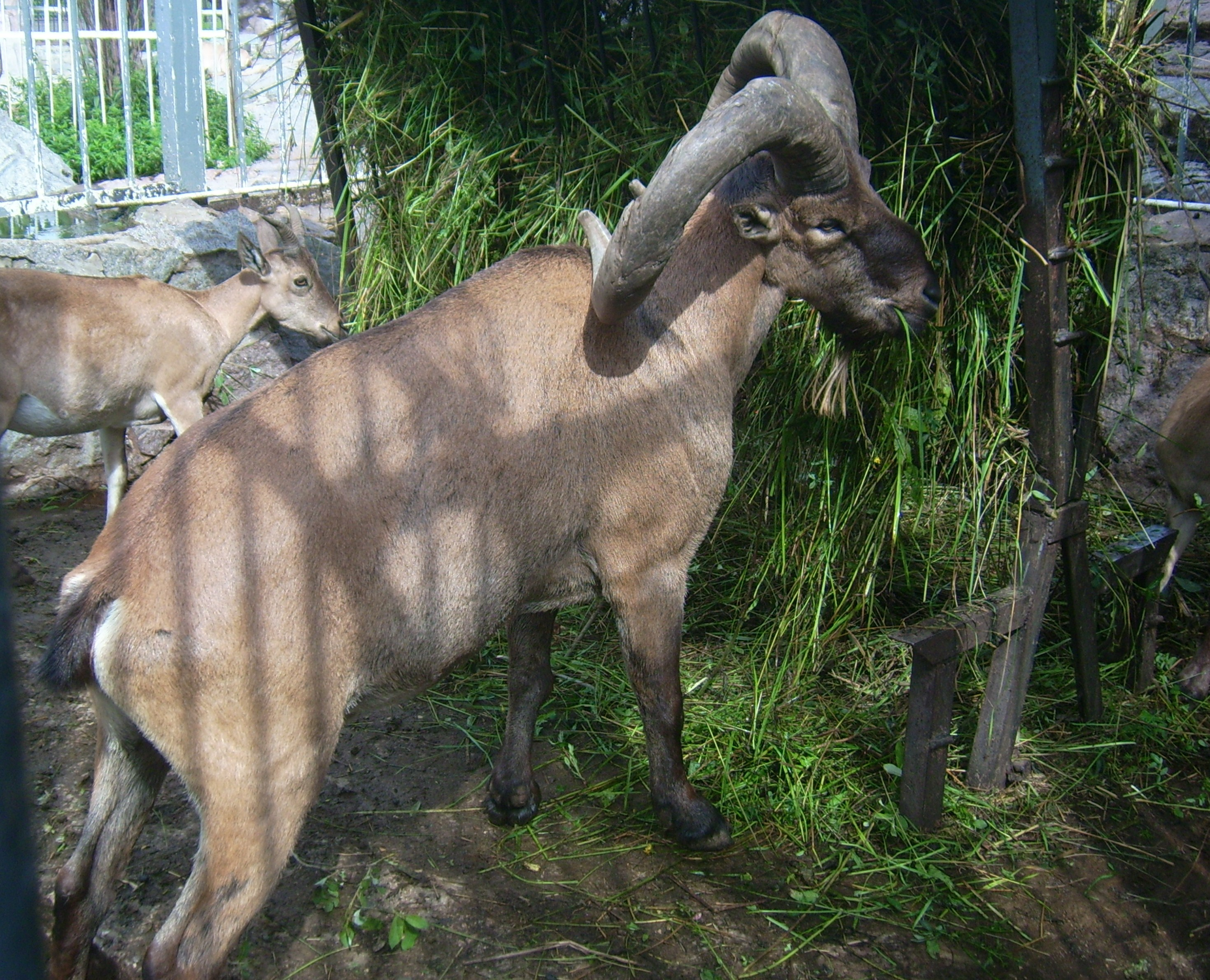
Cabra del Caucas oriental (Capra cylindricornis)

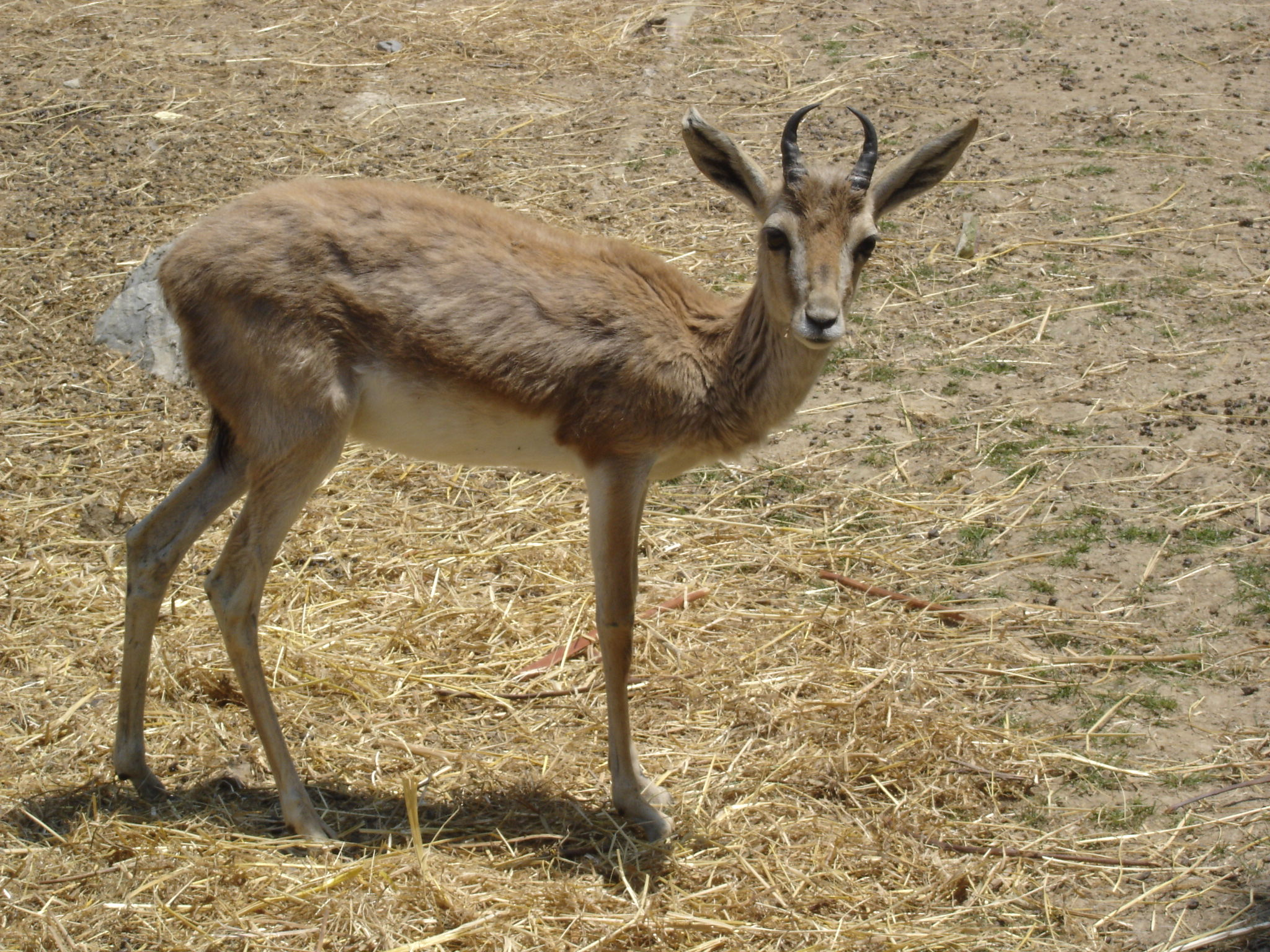
Gasela persa (Gazella subgutturosa)

    - Cabra salvatge, Capra aegagrus VU
    - Cabra del Caucas oriental, Capra cylindricornis NT

  - Gènere: Gazella
    - Gasela persa, Gazella subgutturosa VU

  - Gènere: Ovis
    - Mufló, Ovis orientalis VU

  - Gènere: Rupicapra
    - Isard, Rupicapra rupicapra LC
- Família: Cervidae
  - Gènere: Capreolus
    - Cabirol, C. capreolus LC[1]

  - Gènere: Cervus
    - Cérvol comú, Cervus elaphus LC
- Família: Suidae
  - Gènere: Sus
    - Senglar, Sus scrofa LC

## Order:Carnívors
- Família: Cànids
  - Gènere: Canis
    - Xacal comú, C. aureus LC[2]
    - Llop, C. lupus LC[3]

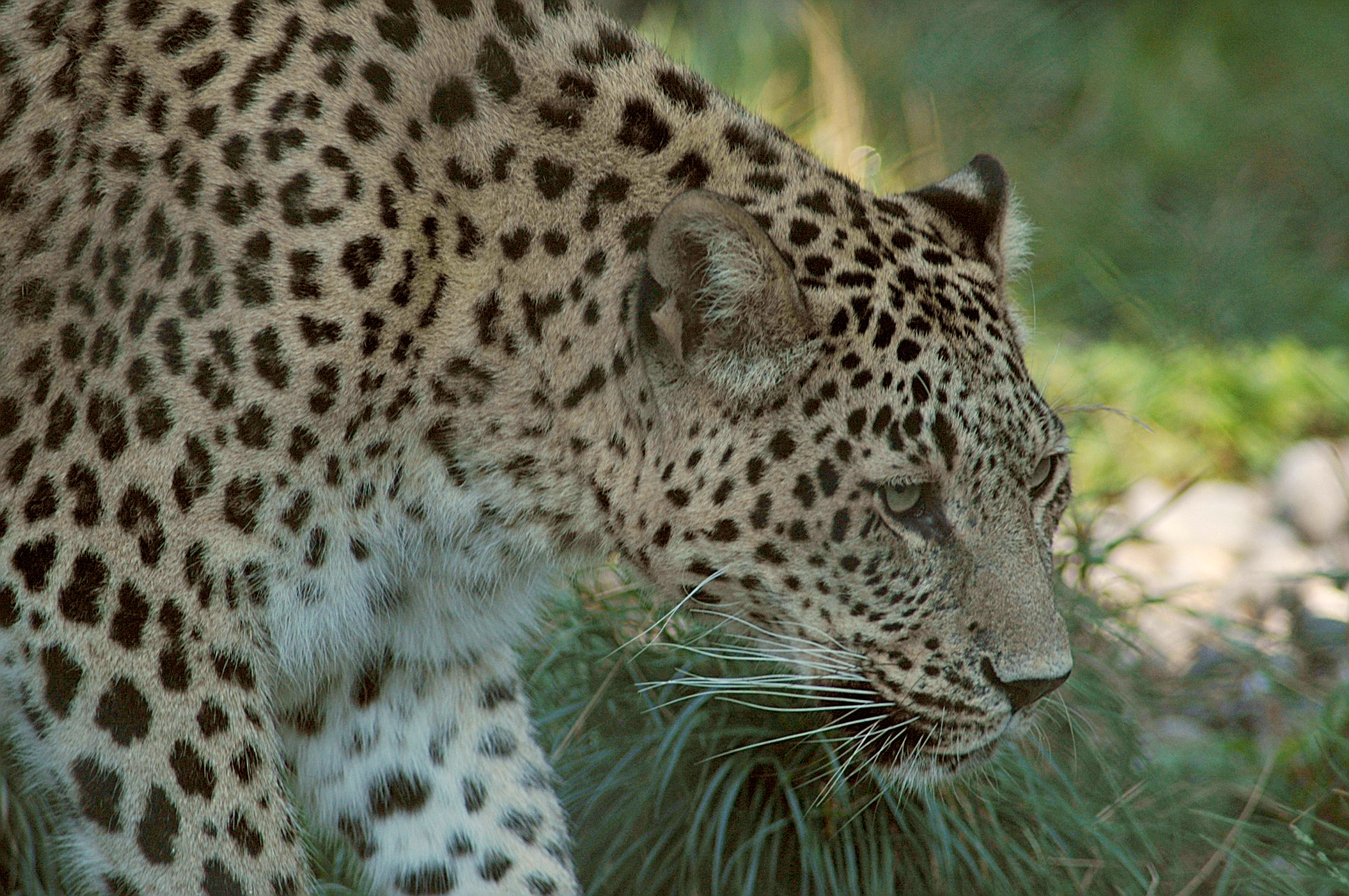
Persian leopard

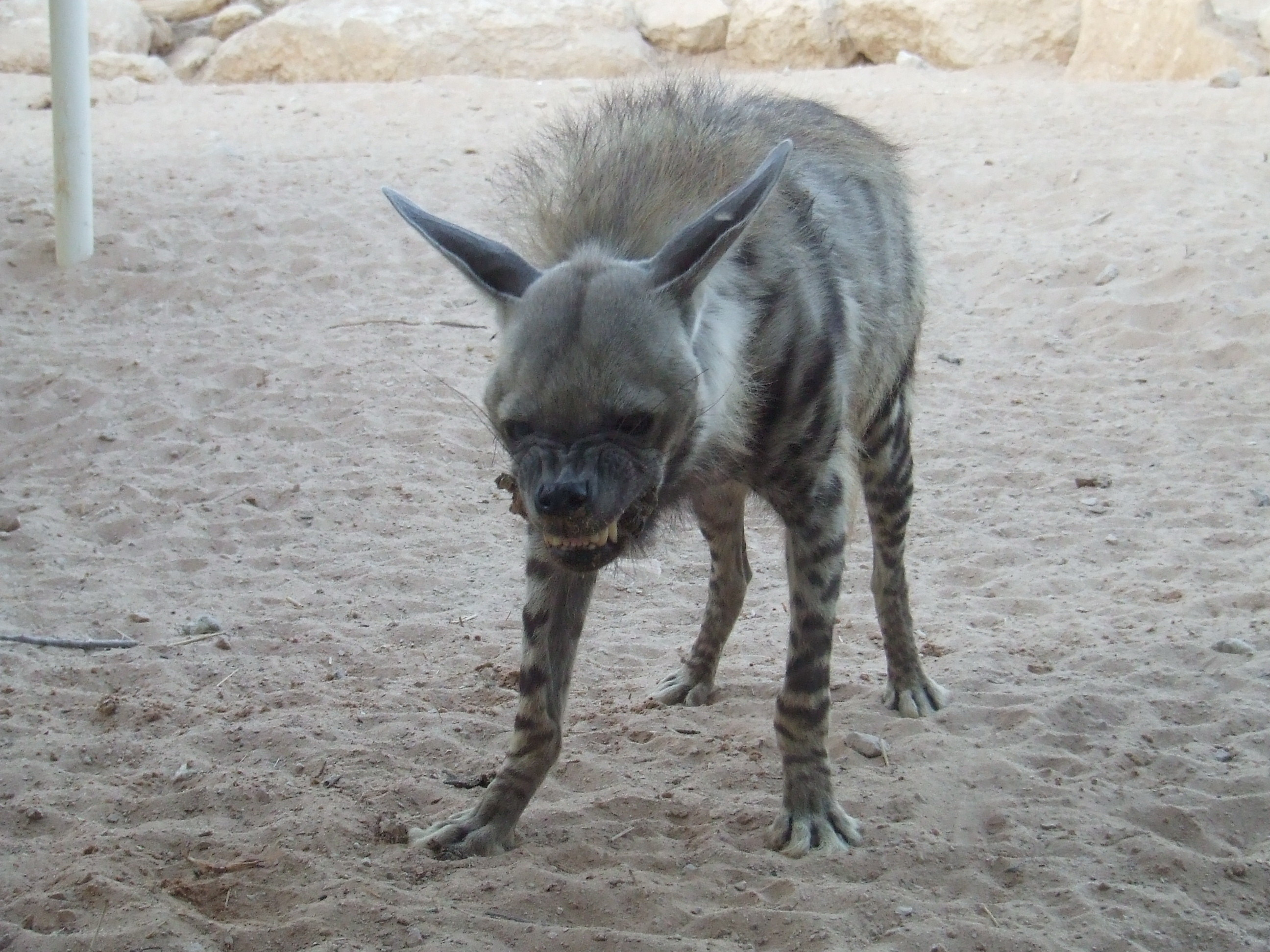
Striped hyena

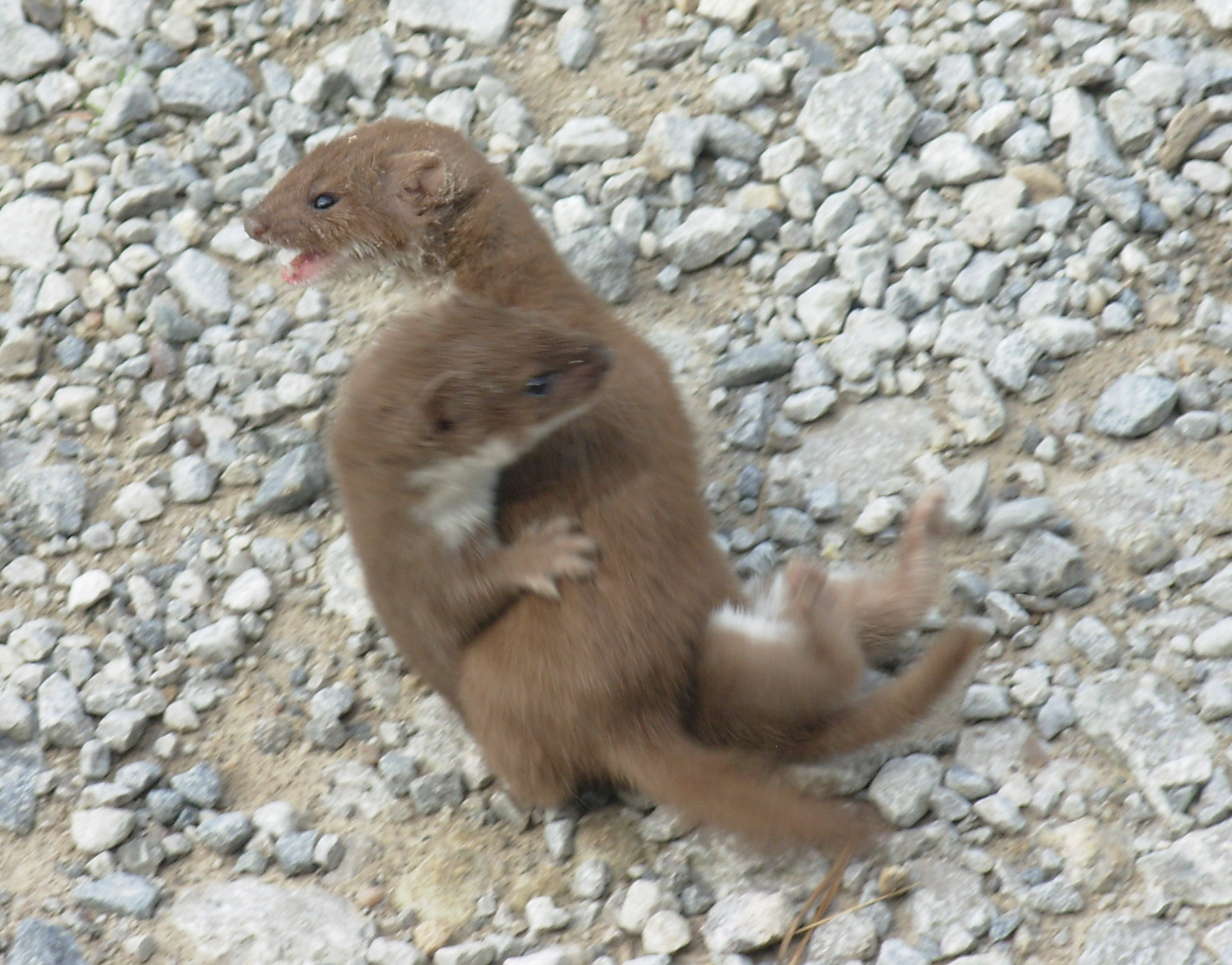
Least weasel

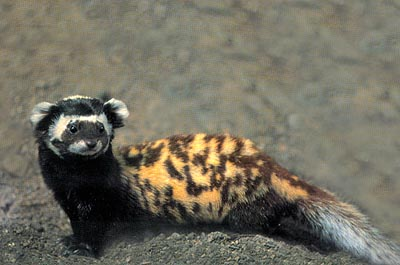
Marbled polecat

      - Llop de les estepes, C. l. campestris

  - Gènere: Vulpes
    - Guineu roja, V. vulpes LC[4]
- Família: Fèlids
  - Gènere: Felis
    - Gat de la jungla, F. chaus LC[5]
    - Gat salvatge europeu, F. silvestris
      - Felis silvestris caucasica

  - Gènere: Linx
    - Linx nòrdic, L. lynx LC[6]

  - Gènere: Panthera
    - Lleopard persa, P. pardus tulliana EN[7]
- Família: Úrsids
  - Gènere: Ursus
    - Os bru, U. arctos LC[8]
- Família: Hyaenidae
  - Gènere: Hyaena
    - Hiena ratllada, H. hyaena LC[9]
- Família: Mustèlids
  - Gènere: Mustela
    - Mostela, M. nivalis LC[10]
    - Ermini, M. erminea LC[11]

  - Gènere: Martes
    - Fagina, M. foina LC[12]
    - Mart, M. martes LC[13]

  - Gènere: Lutra
    - Llúdria comuna, L. lutra NT[14]

  - Gènere: Meles
    - Toixó europeu, M. meles LC[15]

  - Gènere: Vormela
    - Turó marbrat, V. peregusna VU[16]
- Família: Foques
  - Gènere: Pusa
    - Foca del Caspi, Pusa caspica EN
- Família: Procyonidae
  - Gènere: Procyon
    - Ós rentador, Procyon lotor LC

## Order:Quiròpters
- Família: Vespertiliònids
  - Gènere: Barbastella

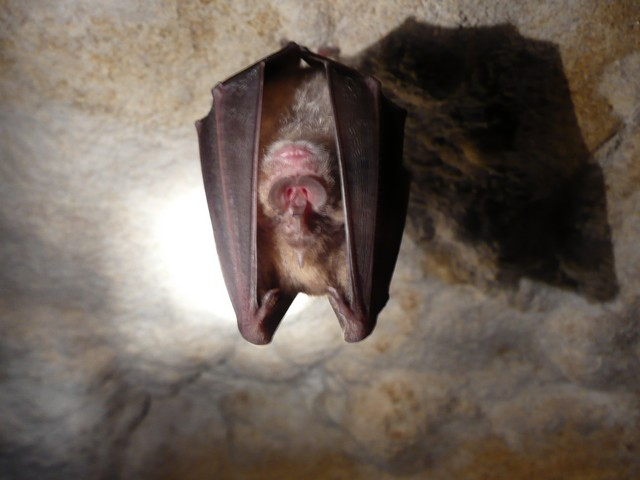
Greater horseshoe bat

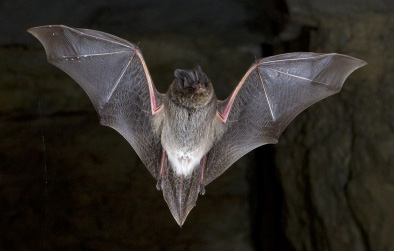
Barbastelle

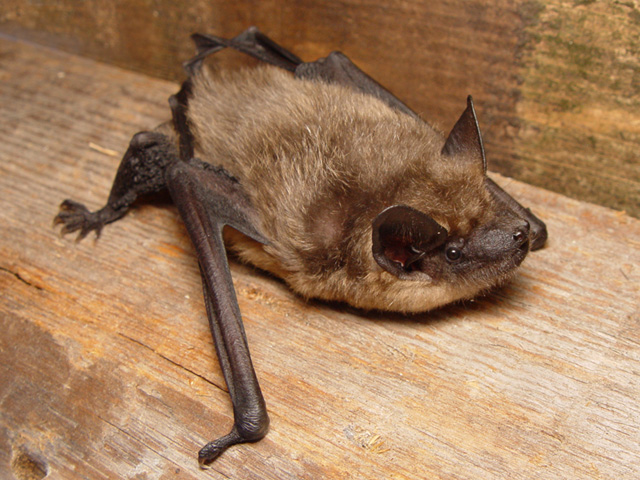
Serotine bat

    - Ratpenat de bosc, Barbastella barbastellus NT
    - Barbastella leucomelas LC

  - Gènere: Eptesicus
    - Ratpenat bru de Botta, Eptesicus bottae LC
    - Eptesicus nilssonii LC
    - Ratpenat bru dels graners, Eptesicus serotinus LC

  - Gènere: Hypsugo
    - Ratpenat muntanyenc, H. savii[17]

  - Gènere: Miniopterus
    - Ratpenat de cova de Schreibers, Miniopterus schreibersii NT

  - Gènere: Myotis
    - Ratpenat de Bechstein, M. bechsteini NT[18]
    - Ratpenat de musell agut, M. blythii LC[19]
    - Ratpenat d'orelles dentades, Myotis emarginatus LC
    - Ratpenat de bigotis, Myotis mystacinus LC
    - Ratpenat de Natterer, Myotis nattereri LC

  - Gènere: Nyctalus
    - Nòctul petit, N. leisleri LC[20]
    - Nòctul gros, N. noctula LC[21]

  - Gènere: Plecotus
    - Ratpenat orellut septentrional, Plecotus auritus LC
    - Ratpenat orellut meridional, Plecotus austriacus LC

  - Gènere: Pipistrellus
    - Ratpenat fals, P. nathusii LC[22]
    - Ratpenat de vores clares, Pipistrellus kuhlii LC
    - Pipistrel·la, Pipistrellus pipistrellus LC
    - Ratpenat soprano, Pipistrellus pygmaeus LC

  - Gènere: Vespertilio
    - Particoloured bat, Vespertilio murinus LC
- Família: Molossidae
  - Gènere: Tadarida
    - European free-tailed bat, Tadarida teniotis LC
- Família: Rhinolophidae
  - Gènere: Rhinolophus
    - Lesser horseshoe bat, Rhinolophus hipposideros LC
    - Greater horseshoe bat, Rhinolophus ferrumequinum LC
    - Mehely's horseshoe bat, Rhinolophus mehelyi VU
    - Mediterranean horseshoe bat, Rhinolophus euryale NT
    - Blasius's horseshoe bat, Rhinolophus blasii LC